# Nagar (India)
Nagar è una suddivisione dell'India, classificata come municipality, di 21.349 abitanti, situata nel distretto di Bharatpur, nello stato federato del Rajasthan. In base al numero di abitanti la città rientra nella classe III (da 20.000 a 49.999 persone).

## Geografia fisica
La città è situata a 27° 26' 04 N e 77° 05' 46 E.

## Società

### Evoluzione demografica
Al censimento del 2001 la popolazione di Nagar assommava a 21.349 persone, delle quali 11.520 maschi e 9.829 femmine. I bambini di età inferiore o uguale ai sei anni assommavano a 3.862, dei quali 2.126 maschi e 1.736 femmine. Infine, coloro che erano in grado di saper almeno leggere e scrivere erano 12.389, dei quali 7.996 maschi e 4.393 femmine.